# Cummings Research Park
 (juillet 2017).
Si vous disposez d'ouvrages ou d'articles de référence ou si vous connaissez des sites web de qualité traitant du thème abordé ici, merci de compléter l'article en donnant les références utiles à sa vérifiabilité et en les liant à la section « Notes et références ».
Le Cummings Research Park, situé principalement dans la ville de Huntsville (Alabama), est le deuxième plus grand parc de recherche des États-Unis, et le quatrième dans le monde. 

## Principaux employeurs
- ADTRAN
- Égide Technologies
- Benchmark Electronics, Inc.
- COLSA Société
- Dynetics
- GATR Technologies-Cubes Société
- HudsonAlpha Institut de Biotechnologie
- Intuitive De La Recherche Et De La Technologie
- KBRwyle
- Leidos
- Lockheed Martin
- Northrop Grumman
- Raytheon
- Redstone Coopérative De Crédit Fédérale
- SAIC
- Teledyne Technologies
- L'université de l'Alabama à Huntsville
- Yulista

## Autres employeurs
- Le National Weather Service de Huntsville
- Calhoun Community College
- Famille à la Maison
- Bentley Systems Huntsville bureau
- Arrowsight
- L'intégration de l'Innovation Inc (i3)